# Umingmalik
Umingmalik, tidigare benämnd Gateshead Island, är en ö i Kanada.   Den ligger i territoriet Nunavut, i den nordöstra delen av landet, 3 100 km nordväst om huvudstaden Ottawa. Arean är 220 kvadratkilometer.
Terrängen på Umingmalik är mycket platt. Öns högsta punkt är 30 meter över havet. Den sträcker sig 21,1 kilometer i nord-sydlig riktning, och 14,1 kilometer i öst-västlig riktning.
Trakten runt Umingmalik består i huvudsak av gräsmarker. Trakten runt Gateshead Island är nära nog obefolkad, med mindre än två invånare per kvadratkilometer.